# YeShe
YeShe – projekt muzyczny Antoniego Gralaka.
Projekt YeShe jest próbą adaptacji wywodzącej się z klubów drum'n'bassowej estetyki na potrzeby szerszej widowni. Koncerty grupy to multimedialne widowisko, w którym artyści i publiczność stanowią część scenografii. bardzo udane połączenie muzyki etno, nujazzu oraz  współczesnej europejskiej muzyki improwizowanej.
Antoni Gralak działa wielowątkowo, szukając i inspirując się różnymi stylami muzycznymi. Dzięki takiej mieszance udaje się dotrzeć do naprawdę szerokiego grona odbiorców począwszy od tych którzy słuchają muzyki klubowej  a skończywszy na osobach które znają i lubią współczesną muzykę improwizowaną.
Nieodłącznym elementem koncertu są pokazy multimedialne, ruchome obrazy generowane komputerowo, pokaz przygotowany przez grupę artystyczną jasnachmura. Koncertom towarzyszą przedstawienia teatru Kliniki Lalek z Wolimierza.

## Skład koncertowy
- Antoni Gralak – bas, trąbka, wokal
- Piotr Pawlak – gitara
- Darek Makaruk – samoling, instrumenty klawiszowe
- Paweł Osicki – bębny
- multimedia – jasnachmura

## Wcześniejsi członkowie Yeshe
- Mateusz Pospieszalski – saksofon, instrumenty klawiszowe
- Marek Pospieszalski – saksofon, instrumenty klawiszowe
- Jan Prosciński – bębny
- Andrzej Rajski – bębny
- Stefan Meder – bębny

## Dyskografia
- "YeShe", Offmusic/ ToTamto, (2003)[1]
- YeShe "Piastowska 1", Sony Music Entertainment Poland, (2012)